# Dakota Fanning

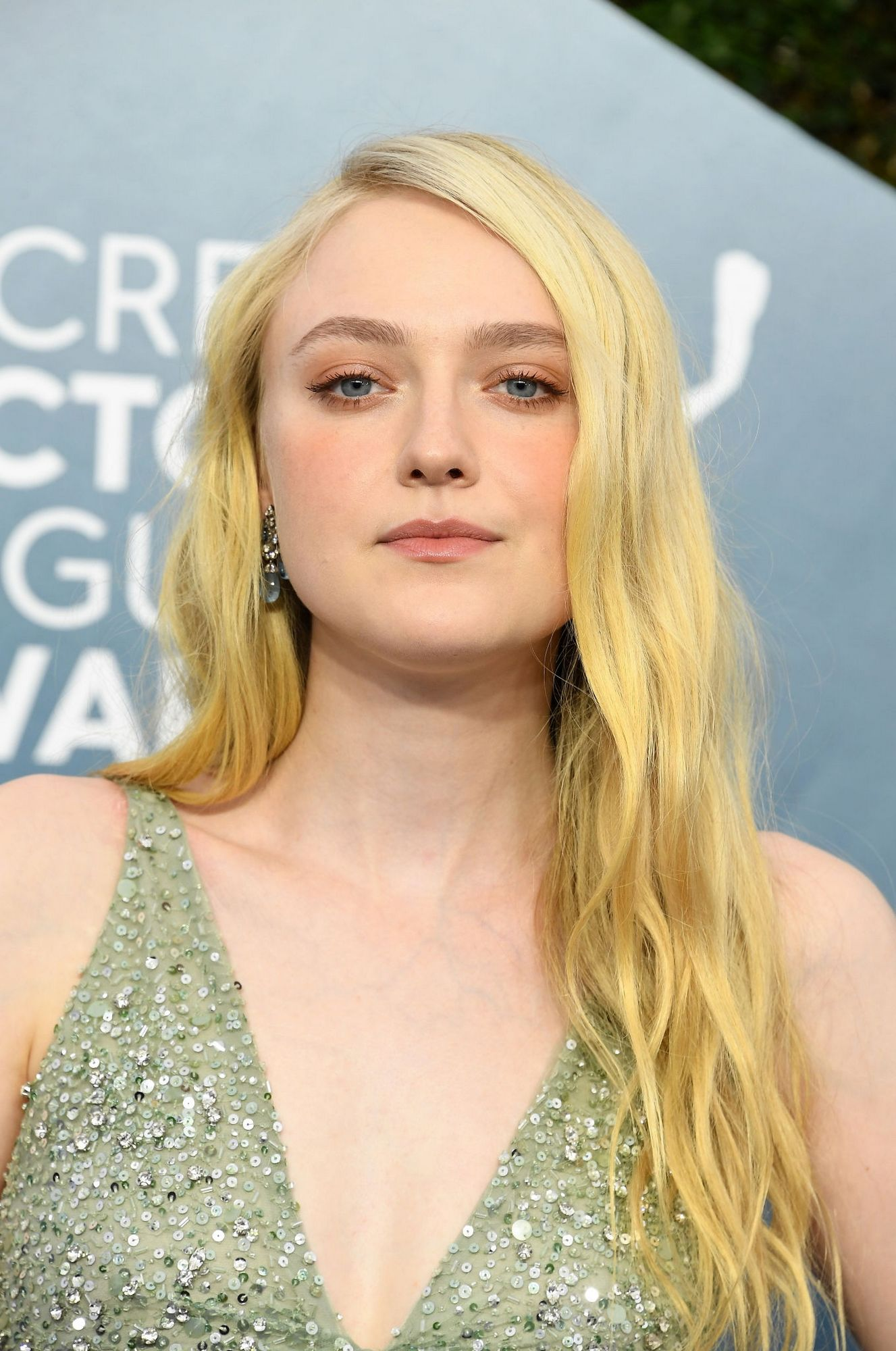
Dakota Fanning (2020)

Hannah Dakota Fanning (* 23. Februar 1994 in Conyers, Georgia) ist eine US-amerikanische Schauspielerin, Model und Synchronsprecherin, die ihre Schauspielerkarriere als Kinderdarstellerin begann.

## Privatleben
Fanning ist die älteste Tochter von Heather Joy (geborene Arrington) und Steve J. Fanning. Sie hat deutsche, irische, englische und französische Wurzeln. Die Schauspielerin Elle Fanning ist ihre jüngere Schwester. Die Familie zog nach Los Angeles, als Dakota fünf Jahre alt war.

## Karriere

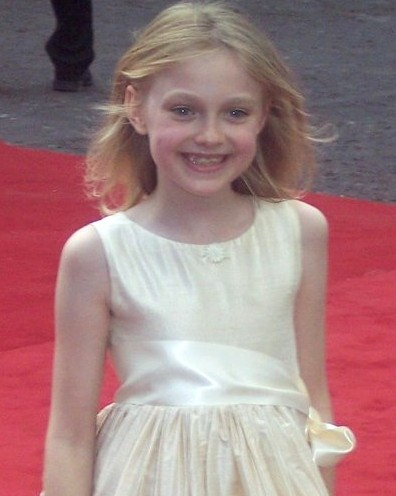
Fanning bei der Premiere von Krieg der Welten in London, 2005

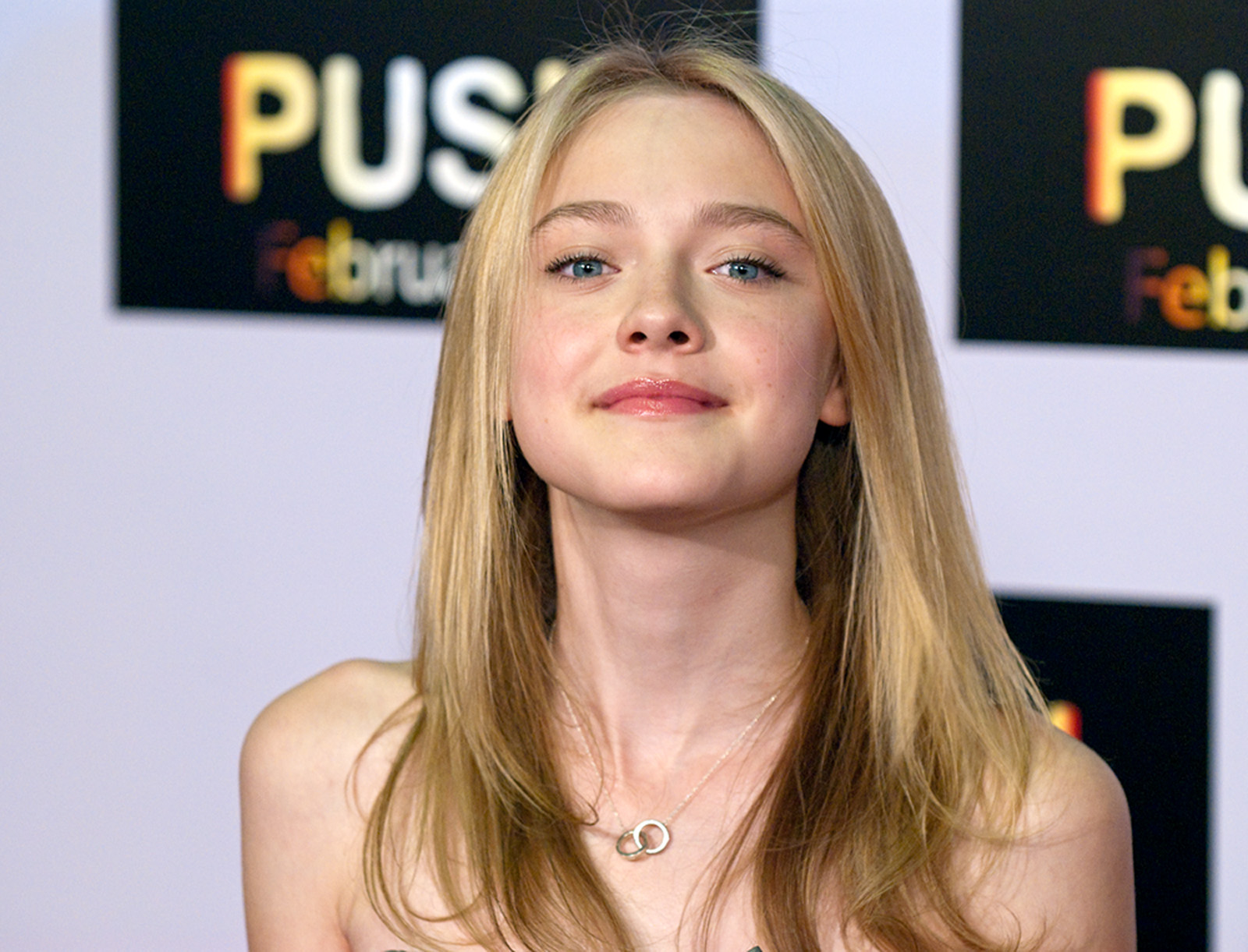
Dakota Fanning 2009 bei der Premiere von Push

Schon im Kleinkindalter wurde Fanning von ihren Eltern bei einer Künstleragentur vorgestellt. Als Fünfjährige wurde sie für einen Werbespot engagiert. Sie trat in verschiedenen Fernsehserien wie Ally McBeal, Emergency Room – Die Notaufnahme, Friends und CSI: Den Tätern auf der Spur auf. 2001 schaffte Fanning mit einer Hauptrolle in dem Drama Ich bin Sam an der Seite von Sean Penn und Michelle Pfeiffer ihren Durchbruch. Sie wurde für ihre Leistung als bis dahin jüngste Darstellerin für einen Screen Actors Guild Award nominiert.
2002 hatte Fanning in der von Steven Spielberg produzierten Science-Fiction-Serie Taken in allen zehn Folgen eine tragende Rolle; zunächst als Erzählerin, in der zweiten Hälfte auch als Darstellerin. Fannings mimische und stimmliche Ausdruckskraft machten sie zu einem der gefragtesten Kinderdarsteller in Hollywood.
2004 übernahm Fanning in Tony Scotts Actionfilm Mann unter Feuer die Hauptrolle neben Denzel Washington, der ihren Bodyguard spielte. Beide Schauspieler drehten 19 Jahre später in ähnlicher Konstellation The Equalizer 3. 2005 lieferte Fanning sich in dem psychologischen Thriller mit Gruselelementen Hide and Seek, der praktisch ein Zwei-Personen-Stück war, ein anspruchsvolles schauspielerisches Duell mit Robert De Niro als ihrem Film-Vater. Im gleichen Jahr kämpfte sie sich an der Seite ihres Film-Vaters Tom Cruise durch den apokalyptischen Blockbuster Krieg der Welten und spielte mit Kurt Russell in dem familienfreundlicheren Pferdesportfilm Dreamer – Ein Traum wird wahr. Russell war von Fannings Schauspielkunst sehr begeistert und attestierte ihr, „die beste Schauspielerin zu sein, mit der er je zusammengearbeitet hat.“
Neben Auftritten als Darstellerin ist Fanning als Synchronsprecherin für Animationsfilme tätig, so in der Fortsetzung der Disney-Produktion Lilo & Stitch (2005) und als ältere Schwester Satsuki in der englischsprachigen Fassung (2005) von Mein Nachbar Totoro (1988) des japanischen Regisseurs Hayao Miyazaki, in der ihre vier Jahre jüngere Schwester Elle als Mei zu hören war.
In Hounddog (2007) spielte Fanning eine brutale Vergewaltigungsszene, an der nicht nur in den USA herbe Kritik geübt wurde. Vor allem ihre Eltern, die das Einverständnis zu den Dreharbeiten gegeben hatten, wurden in der Öffentlichkeit stark angegriffen. Sie selbst verstand die Aufregung jedoch nicht und sagte: „Die Leute sollten ihre Kinder auf die Welt da draußen vorbereiten, da ist nicht alles rosig!“ und „Es ist nicht wirklich geschehen, es ist ein Film und man nennt es Schauspielen!“ 2008 wurden Dakota und Elle Fanning die Rollen der krebskranken Kate Fitzgerald und deren Retortenschwester Anna im Film Beim Leben meiner Schwester an der Seite von Cameron Diaz angeboten. Da Dakota es jedoch angeblich ablehnte, sich für ihre Rolle die Haare komplett abzurasieren, wurden diese Parts schließlich von Sofia Vassilieva und Abigail Breslin übernommen.
Fanning spielte 2009 die Rolle der Jane in New Moon – Biss zur Mittagsstunde und 2010 in der Fortsetzung Eclipse – Biss zum Abendrot. Ebenfalls 2010 war Fanning in dem biographischen Film The Runaways über die gleichnamige Band als die Musikerin Cherie Currie zu sehen. Musikalisch war sie bereits zuvor tätig als Sängerin eines Songs auf dem Soundtrack von Schweinchen Wilbur und seine Freunde. Auf dem Soundtrack von The Runaways werden mehrere Titel von ihr gesungen.
2018 übernahm Fanning die weibliche Hauptrolle in der Krimiserie The Alienist – Die Einkreisung. 2019 spielte sie in Quentin Tarantinos Film Once Upon a Time in Hollywood die Rolle der Lynette Fromme, eines Mitglieds der Manson Family.

## Filmografie (Auswahl)
- 2000: Emergency Room – Die Notaufnahme (ER, Folge 6x19 Zeit des Abschieds)
- 2000: Ally McBeal (Fernsehserie, Folge 3x21 Not nach Noten)
- 2000: Strong Medicine: Zwei Ärztinnen wie Feuer und Eis (Strong Medicine, Folge 1x03 Erzeuger dringend gesucht)
- 2000: CSI: Den Tätern auf der Spur (CSI: Crime Scene Investigation, Folge 1x07 Im Blut vereint)
- 2000: Practice – Die Anwälte (The Practice, Folge 5x09 Der Deal)
- 2000: Chaos City (Spin City, Folge 5x10 Heißer Schnee)
- 2001: Malcolm mittendrin (Malcolm in the Middle, Folge 2x13 Neue Nachbarn)
- 2001: The Fighting Fitzgeralds (Folge 1x01 Pilot)
- 2001: Tomcats
- 2001: Family Guy (Folge 3x12 Lieben und Sterben in Dixie, Stimme)
- 2001: The Ellen Show (Folge 1x09 Der verlorene Bus)
- 2001: Ich bin Sam (I am Sam)
- 2002: Taken (Miniserie)
- 2002: 24 Stunden Angst (Trapped)
- 2002: Sweet Home Alabama – Liebe auf Umwegen (Sweet Home Alabama)
- 2002: Hänsel & Gretel
- 2003: Uptown Girls – Eine Zicke kommt selten allein (Uptown Girls)
- 2003: Ein Kater macht Theater (Cat in the Hat)
- 2004: Mann unter Feuer (Man on Fire)
- 2004: Die Liga der Gerechten (Justice League Unlimited, Folge 3x03 Kinderkram, Stimme)
- 2004: Friends (Fernsehserie, Folge 10x14 Prinzessin Consuela)
- 2005: Hide and Seek – Du kannst dich nicht verstecken (Hide and Seek)
- 2005: Nine Lives
- 2005: Krieg der Welten (War of the Worlds)
- 2005: Dreamer – Ein Traum wird wahr (Dreamer)
- 2006: Schweinchen Wilbur und seine Freunde (Charlotte’s Web)
- 2007: Hounddog
- 2007: Cutlass (Kurzfilm)
- 2008: Die Bienenhüterin (The Secret Life of Bees)
- 2009: Coraline (Stimme)
- 2009: Push
- 2009: Winged Creatures (Fragments – Winged Creatures)
- 2009: New Moon – Biss zur Mittagsstunde (The Twilight Saga: New Moon)
- 2010: The Runaways
- 2010: Eclipse – Biss zum Abendrot (The Twilight Saga: Eclipse)
- 2012: Now Is Good – Jeder Moment zählt
- 2012: Breaking Dawn – Biss zum Ende der Nacht, Teil 2 (The Twilight Saga: Breaking Dawn – Part 2)
- 2012: Celia (Kurzfilm)
- 2012: The Motel Life
- 2013: Very Good Girls
- 2013: Night Moves
- 2013: Mein Leben mit Robin Hood (The Last of Robin Hood)
- 2014: Effie Gray
- 2015: Der Glücksbringer – Liebe gibt es nicht umsonst (The Benefactor)
- 2016: Brimstone
- 2016: Amerikanisches Idyll (American Pastoral)
- 2016: The Escape (Kurzfilm)
- 2017: Zygote (Kurzfilm)
- 2017: Please Stand By
- 2018: Ocean’s 8
- 2018–2020: The Alienist – Die Einkreisung (The Alienist, Fernsehserie, 18 Episoden)
- 2018–2021: Gen: Lock (Fernsehserie, 15 Episoden, Stimme)
- 2019: Once Upon a Time in Hollywood
- 2019: Sweetness in the Belly
- 2020: Viena and the Fantomes
- 2022: The First Lady (Fernsehserie, 10 Episoden)
- 2023: The Equalizer 3 – The Final Chapter (The Equalizer 3)
- 2024: Ripley (Fernsehserie, 8 Episoden)
- 2024: They See You (The Watchers)
- 2024: Ein neuer Sommer (The Perfect Couple; Fernsehserie)
- 2025: Vicious

## Diskographie (gesungene Titel)
- 2006: Lullaby/Escape auf dem Soundtrack Schweinchen Wilbur und seine Freunde
- 2010: California Paradise, Cherry Bomb, Queens of Noise und Dead End Justice (die letzten beiden sind Duos mit Kristen Stewart) auf dem Soundtrack The Runaways, allesamt Coverversionen der entsprechenden Runaways-Songs

## Auszeichnungen
Von 2002 bis 2010 wurde Fanning, bis auf 2008, jedes Jahr in verschiedenen Kategorien für den Young Artist Award nominiert. Dreimal konnte sie diese Auszeichnung gewinnen.
Neben dem Young Artist Award wurde Fanning noch von zahlreichen weiteren Organisationen für verschiedene Preise nominiert. Unter anderem gewann sie den BFCA-Award als Beste junge Schauspielerin im Jahr 2002 für Ich bin Sam und 2006 für Krieg der Welten. Zudem wurde sie 2007 im Rahmen der Nickelodeon Kids’ Choice Awards zur beliebtesten Schauspielerin gewählt.
- Young Artist Awards 2010: Beste/r Synchronsprecher/in für Coraline – Nominierung
- Young Artist Awards 2009: Beste Hauptdarstellerin in einem Spielfilm für Die Bienenhüterin – Gewinnerin
- Young Artist Awards 2007: Beste Hauptdarstellerin in einem Spielfilm für Schweinchen Wilbur und seine Freunde – Nominierung
- Young Artist Awards 2006: Beste Hauptdarstellerin in einem Spielfilm für Dreamer – Ein Traum wird wahr – Gewinnerin
- Young Artist Awards 2005: Beste Hauptdarstellerin in einem Spielfilm für Mann unter Feuer – Nominierung
- Young Artist Awards 2004: Beste Hauptdarstellerin in einem Spielfilm für Ein Kater macht Theater – Nominierung
- Young Artist Awards 2003: Beste Hauptdarstellerin in einem Fernsehfilm, Miniserie oder Special für Taken – Nominierung
- Young Artist Awards 2002: Beste Schauspielerin in einem Spielfilm – zehn Jahre oder jünger für Ich bin Sam – Gewinnerin